# Whipple Cycle Company
Whipple Cycle Company war ein US-amerikanischer Hersteller von Fahrzeugen.

## Unternehmensgeschichte
Das Unternehmen hatte den Sitz in Chicago in Illinois. Hauptsächlich stellte es Fahrräder her. Die erste bekannte Erwähnung stammt von 1898. Unter Leitung von Ira H. Whipple begann 1902 die Produktion von Kraftfahrzeugen. Der Markenname lautete Whipple. 1903 endete die Produktion mehrspuriger Fahrzeuge. Stattdessen wurden Fahrzeuge von Oldsmobile vertrieben.
Im Oktober, November und Dezember 1906 sowie im Januar, Februar, März, Mai und Juni 1907 wurden noch Motorräder angeboten. Danach verliert sich die Spur des Unternehmens.

## Fahrzeuge
Fahrräder der Marke Whipple entstanden ab 1898 und offensichtlich auch in den Jahren danach.
1902 folgten Motorräder. Dazu erhielten die selber hergestellten Fahrräder Ottomotoren. Mindestens ein Fahrzeug hatte Kufen, galt somit als Schneemobil, und wurde auf der Chicago Automobile Show präsentiert.
Automobile entstanden nur in der Zeit von 1902 bis 1903. Sie blieben Prototypen. Sie waren als Runabout karosseriert.